# 特級上將
特級上將，是中華民國已廢止軍階，相當於大元帅等級。

## 設立經過
歷經長期軍閥混戰後，國民政府雖完成形式上統一中國，但收編的各路軍閥官制混亂，皆未經官方銓敘即自行任官，於是進行任官法制化並管制上將員額。最初《上將任官施行條例》把上將分為三級，凡中將建殊勳者晉為第三級上將，再建殊勳者晉第二級上將，任全國陸海空三軍最高軍事長官者則晉第一級上將；然而在1935年3月以修正為由暫緩公布，又將《上將任官施行條例》改成第一、二級，另擬《特級上將授任條例》併案會呈，原案撤銷。

## 授階將官
特級上將军衔是中國國民黨中央政治委員會在1935年3月27日決議設立，翌日發函請國民政府施行，國民政府於3月30日制定《特級上將授任條例》，規定特級上將為中華民國陸軍、中華民國海軍、中華民國空軍最高軍事長官。1935年4月1日，國民政府主席林森頒令任命國民政府軍事委員會委員長蔣介石為特級上將，為中華民國將領中唯一正式獲此軍銜者，因此被美國人暱稱Gimo，語源Generalissimo，意为「大元帥」。

## 階級服制

### 國民政府
依據當時《陸軍服制條例》附件，上將領章特級同一、二級都是金面三顆立體三角星；大禮服及大衣從袖章分辨（特級加綴品字形金辮三環，一級平列雙環，二級則無），常禮（軍常）服則是將特級上將領章以明顯外框來區別。因應行憲後，中華民國國軍參考美軍服制修改，特級上將肩、領章為五星，然而地位比美国五星上将還高。國軍歷史文物館，現有陳列蔣中正的特级上將三星軍服和五星披風。

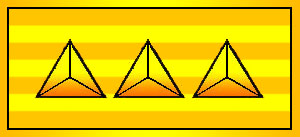
國府時期加外框識別的特級上將三顆立體三角星領章
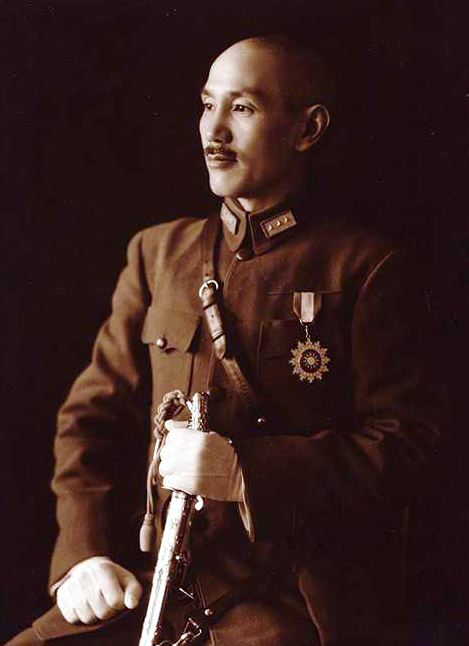
1940年著常禮服的蔣中正
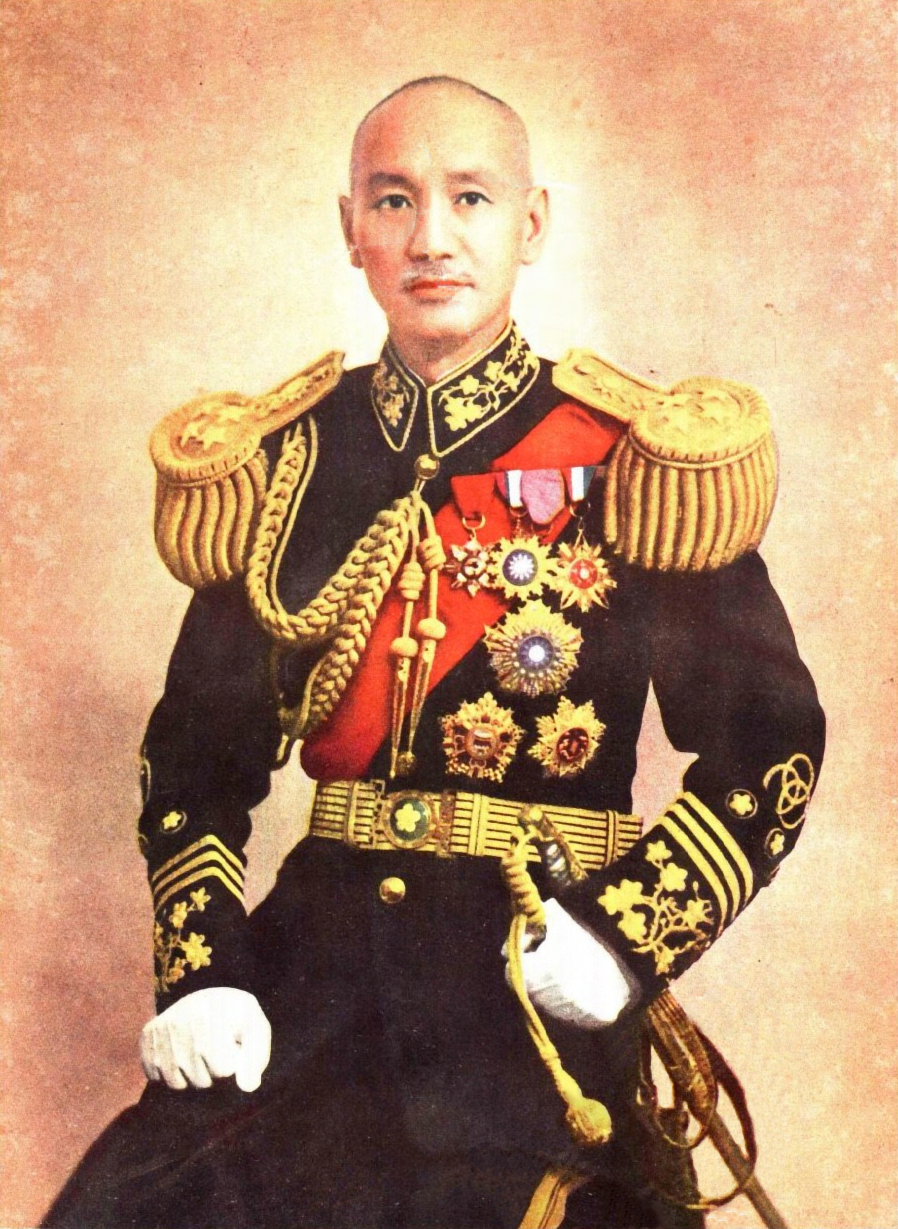
1943年當選國民政府主席著大禮服的蔣中正，肩章改為四星
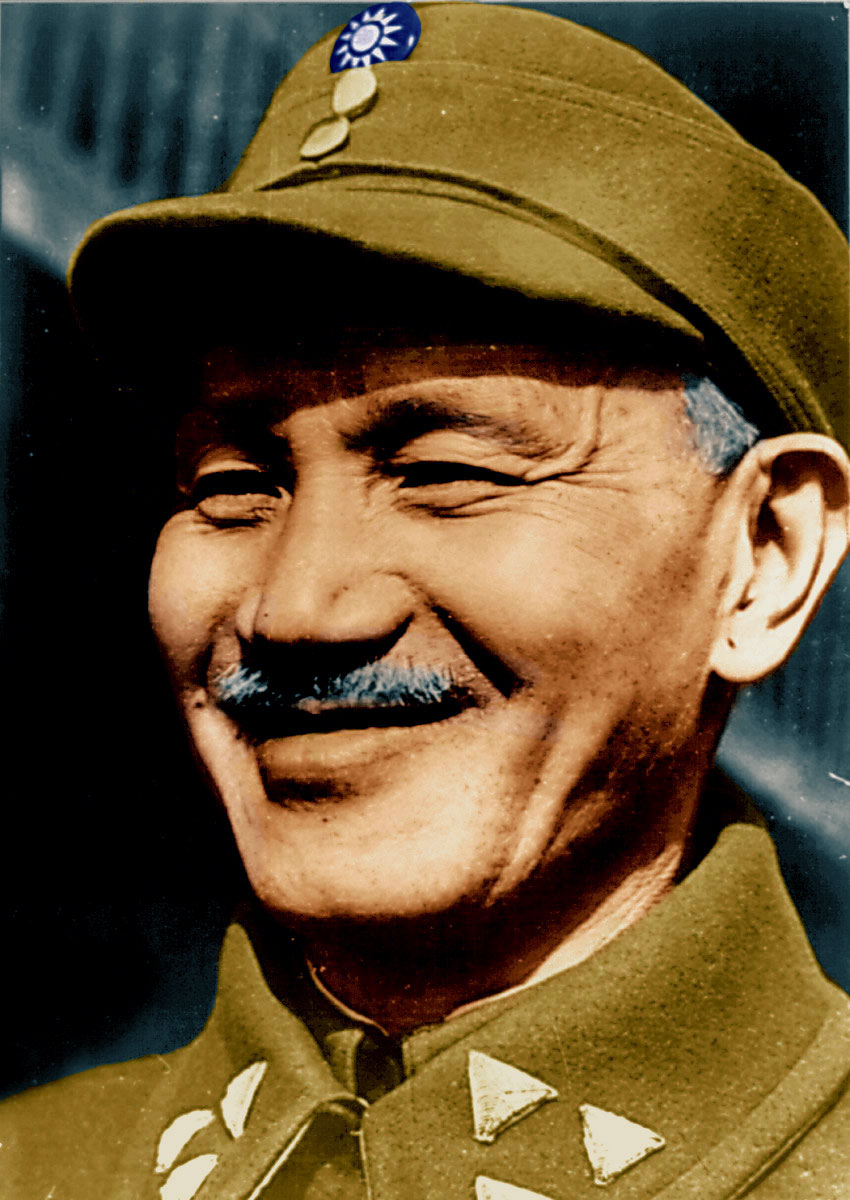
1945年著披風視察空軍基地的蔣中正
行憲後特級上將五星肩章（一）
行憲後特級上將五星肩章（二）
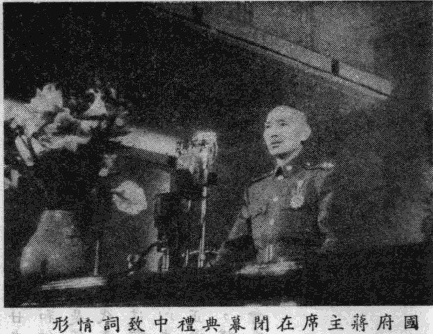
1948年尚以國民政府主席身分在國民大會閉幕典禮致詞的蔣中正，此時肩章已改五星
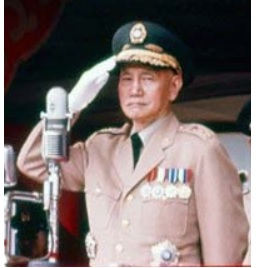
1966年中華民國國慶閱兵著軍禮服的中華民國總統蔣中正

### 汪精衛政權
汪精卫與日本合作的汪精卫政權於1940年成立，以國民政府代主席兼行政院院長名義統率和平建國軍，自認國府正朔沿用組織架構及法律，在1940年12月30日公布《陸軍服制條例》，與先前國府版本幾無差異，也規範特級上將，不過該政權解體時最高階將官只有二級上將任援道跟龐炳勛等人。汪精衛曾穿著軍服校閱部隊，領章軍階被認為特級上將，實際上汪不是軍人並不適用，穿軍服僅具象徵意義。

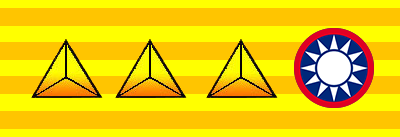
被認為特級上將的汪精衛軍服領章
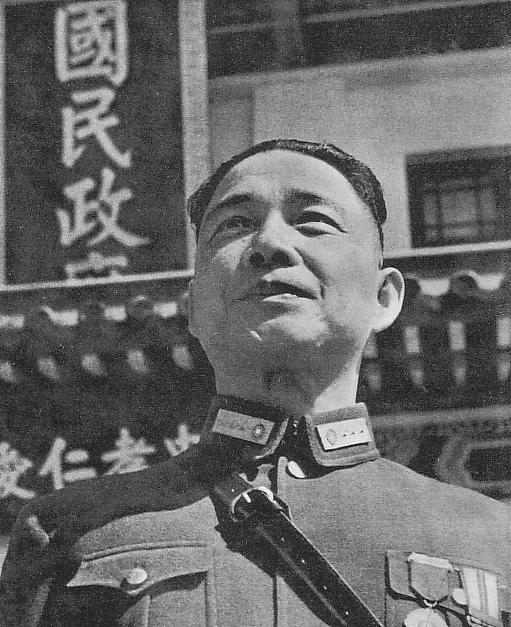
著常禮服的汪精衛
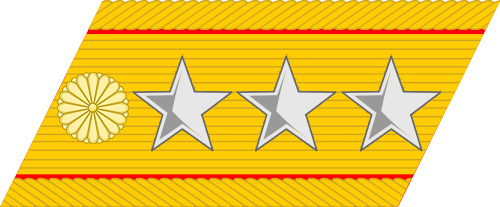
日本大元帥領章（樣式對照）

## 廢止
《中华民国训政时期约法》第66條規定「國民政府統率陸海空軍。」該軍階設立背景是在集体领导下，著眼未來與日本愈演愈烈的衝突，為軍隊整編考量而授特級上將予蔣中正、實質掌握統帥權。行憲後，《中華民國憲法》第36條規定「總統統率全國陸海空軍。」與《特級上將授任條例》第1條「中華民國陸海空軍最高軍事長官任特級上將。」出現抵觸；授階當時蔣中正擔任國民政府軍事委員會委員長，統合號令黨國最高軍事機關，接著又擔任國民政府主席、中華民國總統至去世尚無問題，惟其身後無人適用獲此軍階，且不符文人領軍原則，更顯見不合時宜。故於1999年，中華民國國防部以「現制不合」為由、提交中華民國行政院廢止《特級上將授任條例》，行政院會議在12月16日決議送中華民國立法院審議，並於2000年10月13日經立法院通過，翌月1日由總統公布，特級上將走入歷史。